# Ramón Guardiola
Ramón Guardiola Sáenz (Granada, 1º febbraio 1944) è un ex cestista spagnolo.

## Carriera
Con la Spagna ha disputato i Campionati europei del 1967.

## Palmarès
- Campionato spagnolo: 2

Real Madrid: 1967-68, 1968-69
- Copa del Rey: 1

Real Madrid: 1967
- Coppa dei Campioni: 2

Real Madrid: 1966-67, 1967-68